# Paseo de la Reforma
A Paseo de la Reforma Mexikóváros leghíresebb, emblematikus útja. A közel 15 km hosszú út mentén igen sok nevezetes épület (műemlék, felhőkarcoló) és köztéri műalkotás (szobor, szökőkút) található. Nevében a Reforma szó a 19. századi reformháborúra és a Benito Juárez-féle reformokra utal, míg a paseo jelentése „sétány”; ennek ellenére valójában egy többsávos, nagy gépjárműforgalommal terhelt útról van szó.

## Története

### Az út első szakaszának kialakulása

Térkép az első szakasz tervéről: narancs színnel jelölve az új nyomvonal

Az útnak először az a szakasza jött létre, amely a mai Bucareli szökőkúttól tart a chapultepeci várkastélyig. Miután 1863-ban I. Miksa elfoglalta a mexikói császári trónt, saját rezidenciáját a városmagtól nyugatra, elkülönülten fekvő Chapultepecben rendezte be, viszont az országot az innen légvonalban is több mint 5 km-re található, a belvárosban elhelyezkedő Nemzeti Palotából irányította. Ha a palotából az akkor már létező egyenes utcán elindult nyugatra, akkor a város nyugati szélét annál a köröndnél érte el, ahol akkoriban IV. Károly lovasszobra állt (ma itt található a Bucareli szökőkút). Innentől nem vezetett egyenes út Chapultepec felé: a legrövidebb út a lovasszobortól dél-délnyugat felé indult a Bucareli sétányon (más néven Paseo Nuevo), majd amikor elérte a chapultepeci vízvezetéket (a mai Avenida Chapultepec úton), azt követve nyugatra fordult. Ezek az utak azonban rossz minőségűek, esős időben sárosak voltak, emiatt időnként az is előfordult, hogy a császár az éjszakát nem otthon, hanem a Nemzeti Palotában töltötte (állítólag féltékenységet okozva ezzel Sarolta császárnénak). Valószínűleg ezek az okok vezettek oda, hogy a császár úgy döntött, új, egyenes utat építtet a lovasszobor és Chapultepec között elterülő földeken át. Ez a valamivel több mint 3 km-es szakasz lett a későbbi Paseo de la Reforma első kiépített szakasza.
A nagyszabású új utat az osztrák (egyes források szerint francia származású) Luis Bolland Kuhmackl bányamérnök tervezte. Két, 9 méter szélességű sávból állt, de tartozott hozzá még két szélső, szintén 9 méter szélességű sétány is, teljes hosszukon kettős lombosfa-sorral és zöldterületekkel kísérve. Az eredeti terv mindössze egyetlen, az utat megszakító körteret tartalmazott, nagyjából az út felénél: ez a mai Glorieta de la Palma. Erre a térre kezdetben Kolumbusz Kristóf szobrát kívánták elhelyezni, de végül sem akkor, sem később nem építettek itt fel semmilyen történelmi emlékművet. A kivitelezésért a Luis Robles Pezuela vezette Fejlesztési, Letelepítési, Ipari és Kereskedelmi Minisztérium felelt. Az építési munkálatok 1864-ben kezdődtek, az első elkészült szakaszt 1866-ban adták át. Az új út a Paseo de la Emperatriz, azaz „a császárné sétánya” nevet kapta, és kizárólag a császári udvartartáshoz tartozó személyek használhatták: 1866. október 13-án szigorúan megtiltották, hogy rajtuk kívül mások is igénybe vegyék. A teljes út azonban a császárság 1867-es bukása miatt nem készült el, például még egy híd építése is szükséges lett volna, mivel az útvonalat (a mai Avenida Insurgentes metszéspontjánál) egy árok keresztezte, amely a La Teja hacienda földjeiről vezette le a vizet a Texcocói-tóba.
Miután a császárság megszűnt és Benito Juárez visszatért a hatalomba, az építési munkálatok egy ideig nem folytatódtak, az út „arisztokratikus” nevét azonban megváltoztatták: 1867-től a Paseo Degollado nevet viselte José Santos Degollado tiszteletére. 1872. február 17-én az utat megnyitották a köznép számára is.

### A 19. század végétől a forradalomig
Sebastián Lerdo de Tejada 1872 és 1876 közti kormányzása idején megépült a hiányzó híd (8 méter szélességben), az út mellé töltést építettek, kiszélesítették a középső utat, rendbe tették a szélén húzódó járdákat is, új fasorokat ültettek, valamint kijelölték négy, 110–120 méter átmérőjű körönd helyszínét is. Ugyanekkor, 1872-ben nyerte el végleges nevét, a Paseo de la Reformát is a Juárez-féle reformtörvényekre utalva. 1877-től, immár Porfirio Díaz kormányzása idején nagyszabású építkezések zajlottak városszerte, többek között ez az út is tovább épült. Ekkor, 1877-ben adták át az első nagy körteret, ahol felavatták Kolumbusz (ma is álló) emlékművét, és a mai Cuauhtémoc-emlékmű körüli körtér kialakítása is  1877-ben kezdődött el, igaz, a szobrot csak 10 évvel később avatták fel. 1878-ban a köröndök szélein hosszú kőpadokat alakítottak ki, a középső út mentén pedig  felállították azokat a kőtalapzatokat, amelyre úgy tervezték, hogy felváltva görög mitológiai alakok szobrait és nagy, váza alakú műalkotásokat helyeznek majd el. Ez a terv azonban évekig nem valósult meg, sőt, 1888-ban meg is változott, mivel a Díaz-kormány elfogadta Francisco Sosa Escalante író–újságíró javaslatát, hogy ne mitológiai témájú szobrokat állítsanak fel, hanem olyan személyekét, akik részt vettek a reformmozgalomban. Az addig üres talapzatokat a köztársaság egy-egy szövetségi államának adományozták, 1889-ben pedig elkezdődött a szobrok felállítása. Az út lovasszobor és Cuauhtémoc-emlékmű közti szakaszán végighúzódó emlékműegyüttest 1895-ben avatta fel Porfirio Díaz elnök. Később egyik irányban a Függetlenség-emlékműig, másik irányban pedig a Cuitláhuac körtérig állítottak új szobrokat.

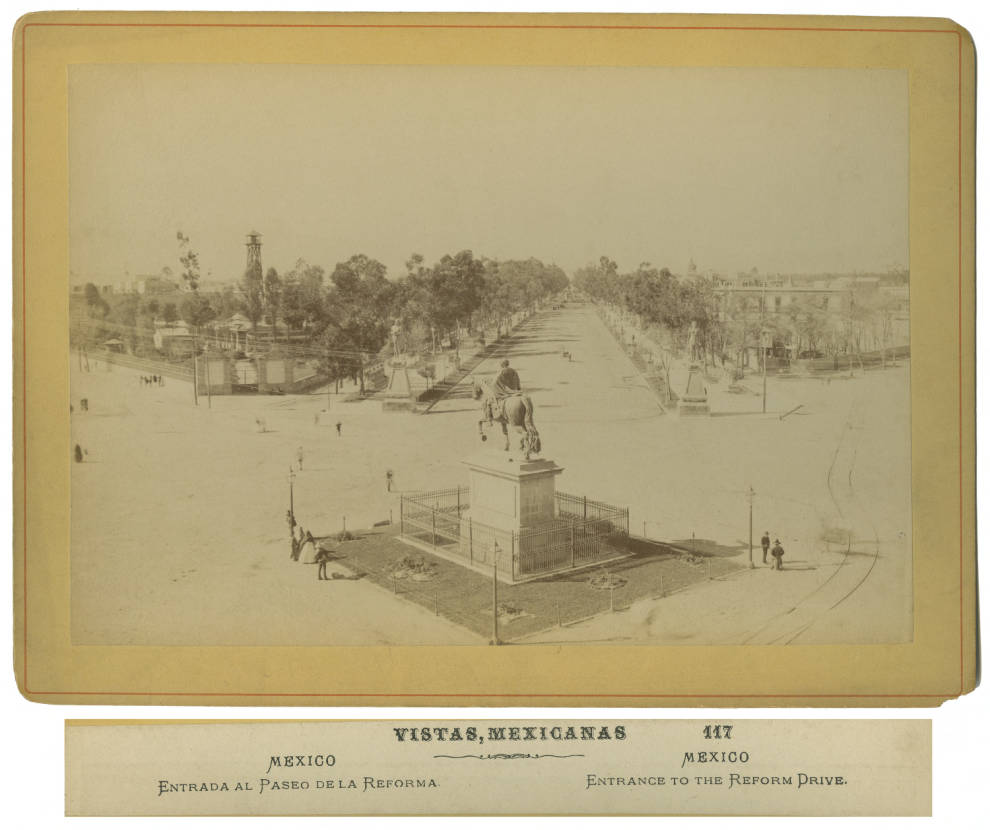
Az út képe a 19. század végén: előtérben IV. Károly lovasszobra, az út két szélén a későbbi „Zöld Indiánok”

1889-ben vagy 1891-ben két hatalmas szobrot helyeztek el az út két szélén, az út legvégén, a lovasszobornál: ezek Ahuízotl és Itzcóatl azték uralkodókat ábrázolták. 1901-ben ezeket a szobrokat áthelyezték egy másik helyszínre; ma az őket bevonó patina miatt Zöld Indiánok emlékműként ismertek. A 20. század elején összesen hét körtér tagolta a Paseót (közülük egy-egy az út két végén), nagyjából azonos távolságra egymástól.
A villanyvilágítás a század végén jelent meg a városban, a Paseo mentén a berliniekhez hasonló lámpákat állítottak fel. Az 1870-es évek végétől az útmenti beépítetlen területeken elkezdett terjeszkedni a város, teljes új városnegyedek épültek fel néhány év alatt, és a Paseo de la Reforma keleti szakasza belvárosi úttá változott, igaz, a nyugatabbi részei még ekkor is szántóföldek vagy mocsaras, hasznosíthatatlan területek között haladtak. 1902-ben kezdődött meg a nyugatabbi részek felparcellázása: így jött létre a következő években a Colonia Reforma vagy más néven Colonia de La Teja; utóbbi nevet az akkor egy Martínez de la Torre nevű ember által birtokolt La Teja haciendáról kapta, amelynek földjén az új városrész kialakult. Ugyancsak az 1900-as évek első évtizedében kiszélesítették és felújították a Chapultepec és az onnan számított ötödik körönd (a Cuauhtémoc-emlékmű) közti szakaszt, és ekkor kezdték el felépíteni a mexikói függetlenségi háború kitörésének 100. évfordulóján, 1910 szeptemberében felavatott Függetlenség-emlékművet a harmadik köröndön. 1910-ben az út chapultepeci végén levő körtér még üres volt, a másodikon és a negyediken egy pálmafa volt található (a negyedik téren még a 21. század elején is ugyanaz a fa állt), a hatodikon a Kolumbusz-emlékmű, a hetediken pedig a lovasszobor. Az út burkolatát az 1910-es években cserélték az addigi makadámosról aszfaltozottra, ekkor már villamosvasút is üzemelt a Paseo de la Reformán.
Az 1910-ben kezdődött mexikói forradalom, azon belül is főleg a tragikus tíz nap utcai harcai több palotában is jelentős károkat okoztak a Paseo de la Reforma mentén, de az útmenti emlékművek sértetlenek maradtak. A forradalom elől viszont számos vidéki vagyonos úr a biztonságosabbnak számító fővárosba menekült, és többen közülük jelentős összegeket költöttek arra, hogy új, francia stílusú palotákat építsenek maguknak a Paseo mentén kialakult új városrészekben. Ezek egy részét később forradalmár vezérek foglalták el.

### Felújítás és átalakítás

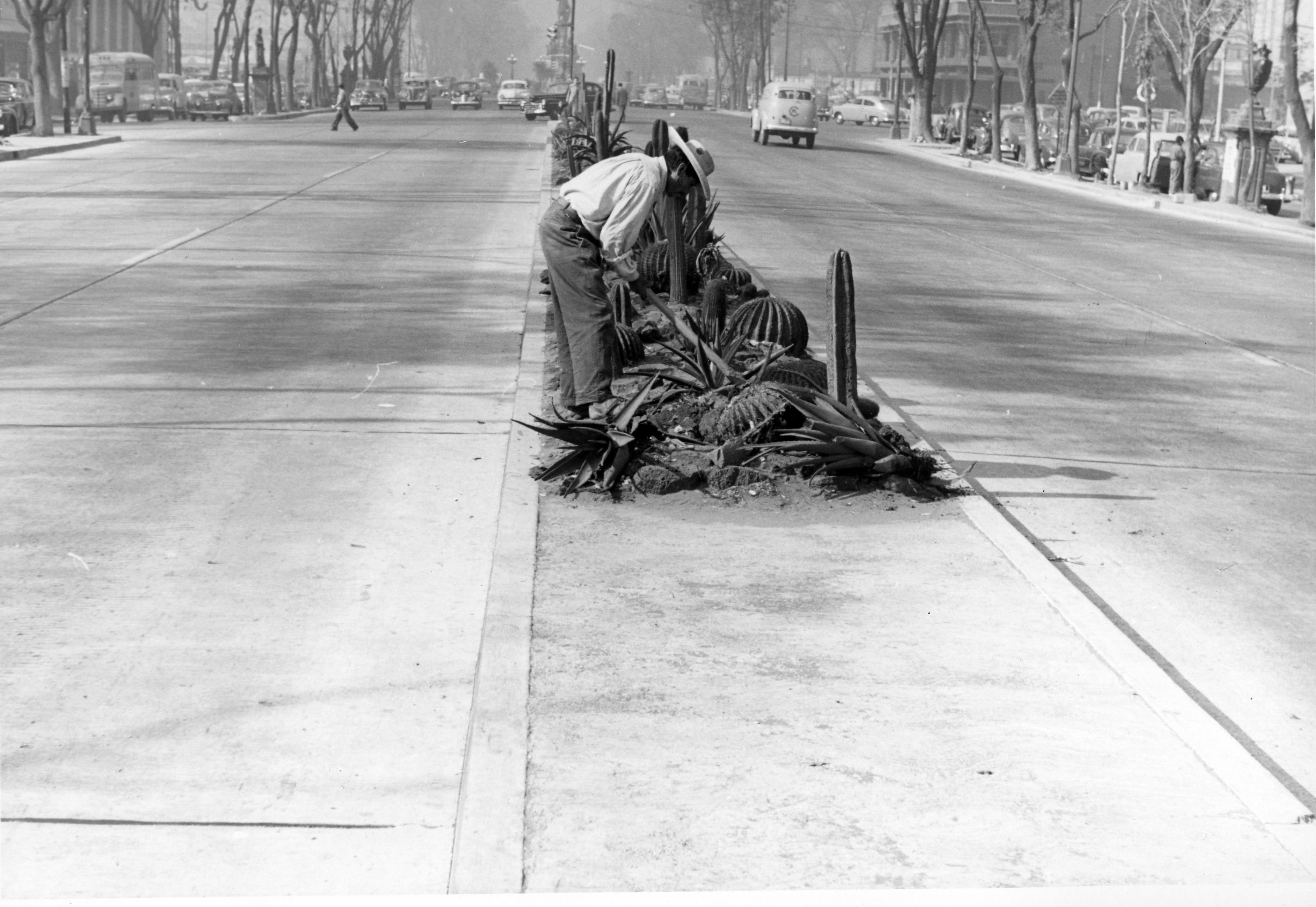
Kaktuszokat ültetnek a Paseo de la Reforma közepére (1952)

Az 1940-es évek végén a meglevő, régi szakaszt teljesen felújították és átalakították. 1942-ben elhelyezték a Chapultepec szélén fekvő körtérre az új Vadászó Diana-szökőkutat. 1940 körül az eredeti lámpaoszlopokat is lecserélték kettős kandeláberekre, de 1949-ben ezek helyett is újakat állítottak. Az 1950 körüli években a forgalmi sávokat középen elválasztó részre a chapultepeci botanikus kertből származó kaktuszokat (köztük fügekaktuszokat és hordókaktuszokat) ültettek. (Az 1960-as évekre ezek már eltűntek.) Ezekben az időkben az út burkolatát 4 m × 6 m-es kiterjedésű, 20 cm vastag betonlapok alkották, az egy-egy irányba vezető, 3–3 sávos két útpálya pedig 12–12 méter szélessé vált (a korábbi 9–9 helyett), viszont a központi fő útpályával párhuzamos oldalsó kis utakat mindössze 2 méteresre keskenyítették. Az útszegélyt korábban faragott kőből készült téglák alkották, ezek helyére a felújítás során új, betonból készült elemeket helyeztek el. Az addig föld felett futó elektromos vezetékeket a föld alá ásták. A következő években egyre több, általában sokemeletes új épületet emeltek az út mentén, gyakran több évtizedes régi műemlékek helyére.

### Meghosszabbítások

Az út különböző építési szakaszainak térképe

A forradalom után, az 1920-as évektől az ország gyorsan fejlődött, az utakon egyre több gépjármű jelent meg. Ezzel egyidőben az infrastruktúrát is fejleszteni kellett. A fővárosban nem csak jelentős új utakat alakítottak ki, hanem még 1930 előtt elkezdték a Paseo de la Reformát is meghosszabbítani nyugati irányba, a ma Lomas de Chapultepecnek nevezett városrész irányába. Az 1940-es évek végén jelent meg az első városrendezési terv ötlete, amelynek számos eleme közül talán a legfontosabb az volt, hogy a Paseót a másik irányba, északkelet felé is meghosszabbítsák a Peralvillo városrészig (2,6 km hosszan), egyúttal több új köröndöt is kialakítsanak az új szakaszon, amely majdnem (de nem pontosan) egyenes folytatása volt a korábbi szakasznak. Ennek megtervezése és kivitelezése azért volt nehéz, mert akkorra ez a terület, amelyet az új szakasz átszelt, már teljesen be volt építve, szűk és az új szakasszal nem párhuzamos és nem arra merőleges utcákkal körülvett épülettömbökkel. A terv, amely emiatt számos épület, köztük a Tívoli színház lebontásával járt, végül több évnyi munka után, 1964-re valósult meg, Ernesto P. Uruchurtu főpolgármestersége idején. A közlekedésfejlesztésre egyrészt a közelgő olimpia, másrészt a hatalmas méretű Nonoalco Tlatelolco lakótelep építése miatt volt szükség: ez a lakótelep a mai Paseo keleti végénél található.
Az új szakasz három új körteret tartalmazott. A két legnyugatabbi ekkor még üresen maradt, később itt helyezték el Simón Bolívar és José de San Martín emlékműveit, a harmadik körtérre viszont már eredetileg is Cuitláhuac azték uralkodó emlékművét állították fel. Amikor 1964-ben elkészült az új útszakasz, emellé is felállítottak 40 olyan üres szobortalapzatot, mint amilyenek az első szakasz mellett is sorakoznak: ezekre a talapzatokra 1976 és 1982 között állítottak fel 39 szobrot, egy pedig azóta is üres.

### A 20. század végéig
1975-től kezdve nyugati irányba is meghosszabbították az utat, amely a 20. század végére már csaknem kétszer olyan hosszú lett, mint ezen bővítés előtt.
1974-ben az első szakasz chapultepeci végénél, ahol a Vadászó Diana-szökőkút állt, megszüntették a körteret, mivel felüljárót építettek oda. 1982-ben az ennél eggyel keletebbi köröndön felavatták a Cutzamala szökőkutat, de 1992-ben itt kapott új helyet a Vadászó Diana. 1977-ben IV. Károly lovasszobrát eltávolították eredeti helyéről, és a Paseo de la Reformától távolabb kapott új helyet. A Cuauhtémoc-emlékmű 1949-ben került új helyre, de 2004-ben visszahelyezték eredeti és egyben mai helyére.
Az út mentén számos új épület épült, igaz, az 1985-ös mexikói földrengés sokat megrongált, és le kellett őket bontani. Az idők során számos régi házat és palotát is lebontottak, 1997-re mindössze 14 porfiriátus-kori ház maradt meg a Paseo mentén.
Az útpálya sávjait a 20. század végére átalakították. Az addigi 3–3, szélesebb sáv helyett irányonként négy sávot alakítottak ki: három darab 2,8 méter szélességűt a személyautók és egy darab, 3,6 méter szélességűt a buszok számára.

### 21. század
2003 és 2004 között az olajipari emlékműtől (ahol új felüljáró is létesült) az Avenida Insurgentes útig tartó szakaszon 4,23 km hosszban felújítási munkák zajlottak. Ennek során többek között megújították a zöldfelületeket is, a chapultepeci parkban vezető útszakasz közepén pedig tisztított szennyvizet felhasználó öntözőcsöveket vezettek végig. Ezzel egyidőben azonban több szakaszon a középső elválasztósáv növényzetét tetraéder és piramis alakú betonelemekre cserélték, amelyek szerepe az volt, hogy megakadályozzák, hogy a gyalogosok mindenütt keresztülmenjenek az úton. A lámpaoszlopokat sűrítették (20 méterenként helyeztek el egyet), és nagyobb fényerejű, napságra színű fényű világítótesteket helyeztek el rájuk. A 19. századi, jócskán megrongálódott útmenti kőpadokat felújították, és számos új, betonból készültet is elhelyeztek. A turista- és iskolabuszok számára több elkülönített állomást létesítettek, amelyekhez kerékpár- és babakocsikölcsönző, csomagmegőrző, mosdó és bankautomata is tartozik.
A század elején az út mentén, főként a legrégebbi útszakasz chapultepeci végének környékén több felhőkarcoló is felépült, illetve itt kapott helyet a 2010-es bicentenáriumi ünnepségekre tervezett (de csak később elkészült) Estela de Luz nevű emlékmű is.

## Leírás
A Paseo de la Reforma több jól elkülöníthető szakaszból áll, de mindvégig igaz rá, hogy irányonként legalább két sávval rendelkezik. Nyugati végén, Miguel Hidalgo kerületben, a Toluca de Lerdo felé vezető főúthoz, az Avenida Constituyentes úthoz csatlakozik, majd észak-északkelet felé haladva keresztezi Lomas de Chapultepec városrészt. A mexikói olajipar emlékművénél egy különszintű csomópontban keresztez egy autópályát, majd egyenesen kelet, kissé délkelet felé tartva halad át a chapultepeci erdőn (parkon), míg eléri a park keleti végén található chapultepeci várkastélyt. Ezután egy jelentős csomópont következik, majd keleti fő irányát megtartva kissé északra fordul. Ezen a szakaszon néhány száz méterenként kisebb-nagyobb köröndök szakítják meg az utat, amely a peralvillói körforgalom után hamarosan villásan kettéválik, ezzel pedig véget ér, mint Paseo de la Reforma.

### Szobrok, emlékművek az út mentén
Az út mentén rendkívül sok szobor és emlékmű található: a Chapultepectől nyugatra eső szakaszon kevesebb, de attól keletre, a régebben épült szakaszon jóval több. Ahol véget ér a chapultepeci park, ott áll az Estela de Luz nevű hatalmas emlékmű, majd az utat tagoló körtereket sorban a Vadászó Diana-szökőkút, a Függetlenség-emlékmű, egy élő pálmafa (nem emlékmű), a Cuauhtémoc-emlékmű, a Kolumbusz-emlékmű, a Bucareli szökőkút, a Bolívar-emlékmű, a José de San Martín-emlékmű és a Cuitláhuac-emlékmű díszíti. A nyugati szakasz jellegzetes építménye a mexikói olajipar emlékműve.
A Függetlenség-emlékműtől kezdődő szakaszon a középső út két oldalán rengeteg egyforma kőtalapzat áll, rajtuk pedig összesen 77 híres mexikói személyiség szobra, illetve több vázaszobor. Ezek a nevezetes személyek a következők, nyugatról keletre haladva:
- Északi oldal: Juan Antonio de la Fuente, Pedro José Méndez, Ignacio López Rayón, Ramón Corona, Hermenegildo Galeana, Francisco Primo de Verdad, José Eduardo de Cárdenas, Manuel Ojinaga, Plutarco González, Guadalupe Victoria, Donato Guerra, Mariano Jiménez, Carlos María de Bustamante, Juan Zuazua, Ignacio Pesqueira, Nicolás García de San Vicente, Manuel Cepeda Peraza, Rafael Lucio Nájera, Ignacio Ramírez, José María Luis Mora, Juan Álvarez, Guillermo Prieto, Mariano Escobedo, Manuel Gutiérrez Zamora, Joaquín Miguel Gutiérrez Canales, José María Lafragua, Cecilio Chi, Eulogio Parra, Clodomiro Cota, Gregorio Torres Quintero, José María Arteaga, Vicente Riva Palacio, José María Iglesias, Francisco Leyva, Santos Degollado, Ignacio Manuel Altamirano
- Déli oldal: Miguel Ramos Arizpe, Juan José de la Garza, Francisco Manuel Sánchez de Tagle, Antonio Rosales, Leonardo Bravo, José María Chávez, Gregorio Méndez Magaña, Esteban Coronado, León Guzmán, Francisco Zarco, Manuel López Cotilla, Ponciano Arriaga, Antonio de León, Servando Teresa de Mier, Jesús García Morales, Julián Villagrán, Andrés Quintana Roo, Miguel Lerdo de Tejada, Leandro Valle Martínez, Jesús Terán Peredo, Ángel Albino Corzo, Gabino Barreda, Eustaqio Buelna, Sostenes Rocha, Manuel Doblado, Jacinto Pat, Bibiano Dávalos López, Manuel Márquez de León, Manuel Álvarez Zamora, Ezequiel Montes, Miguel Lira y Ortega, Francisco Sosa Escalante, Francisco García Salinas, Manuel Payno, Ignacio Mejía, José Diego Fernández, Melchor Ocampo, Erasmo Castellanos

### Metróállomások
Az út alatt egyetlen szakaszon sem húzódik metróvonal, de több is keresztezi azt, emiatt az út mentén több állomás is található:
- Auditorio (a Calzada Chivatito útnál, az Auditorio Nacional épülete mellett)
- Hidalgo (az Avenido Hidalgónál)
- Garibaldi-Lagunilla (a López Rayón útnál)

## Képek

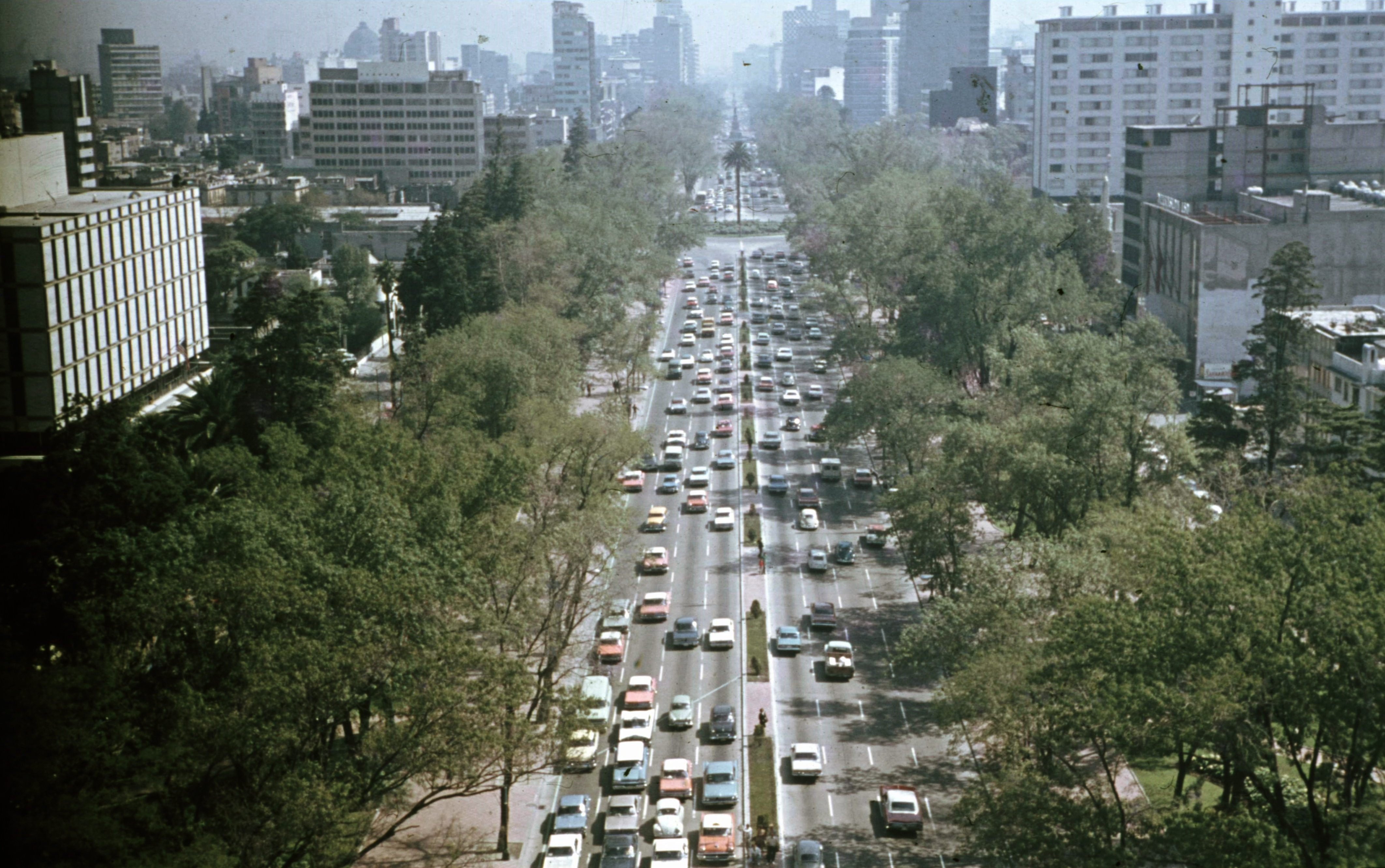
Az út 1968-ban
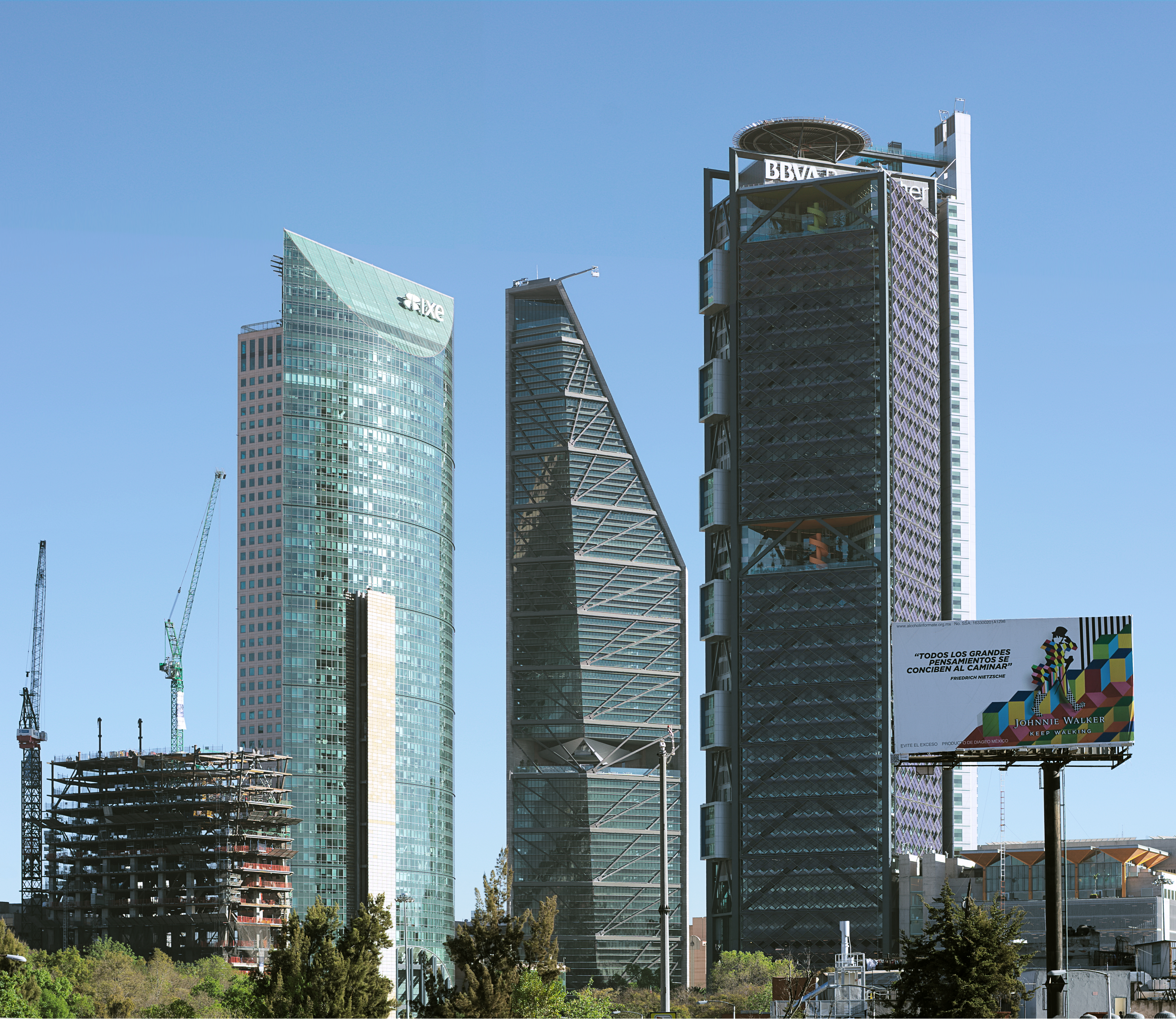
Felhőkarcolók az út mellett (Torre Mayor, Torre Reforma, Torre BBVA Bancomer)
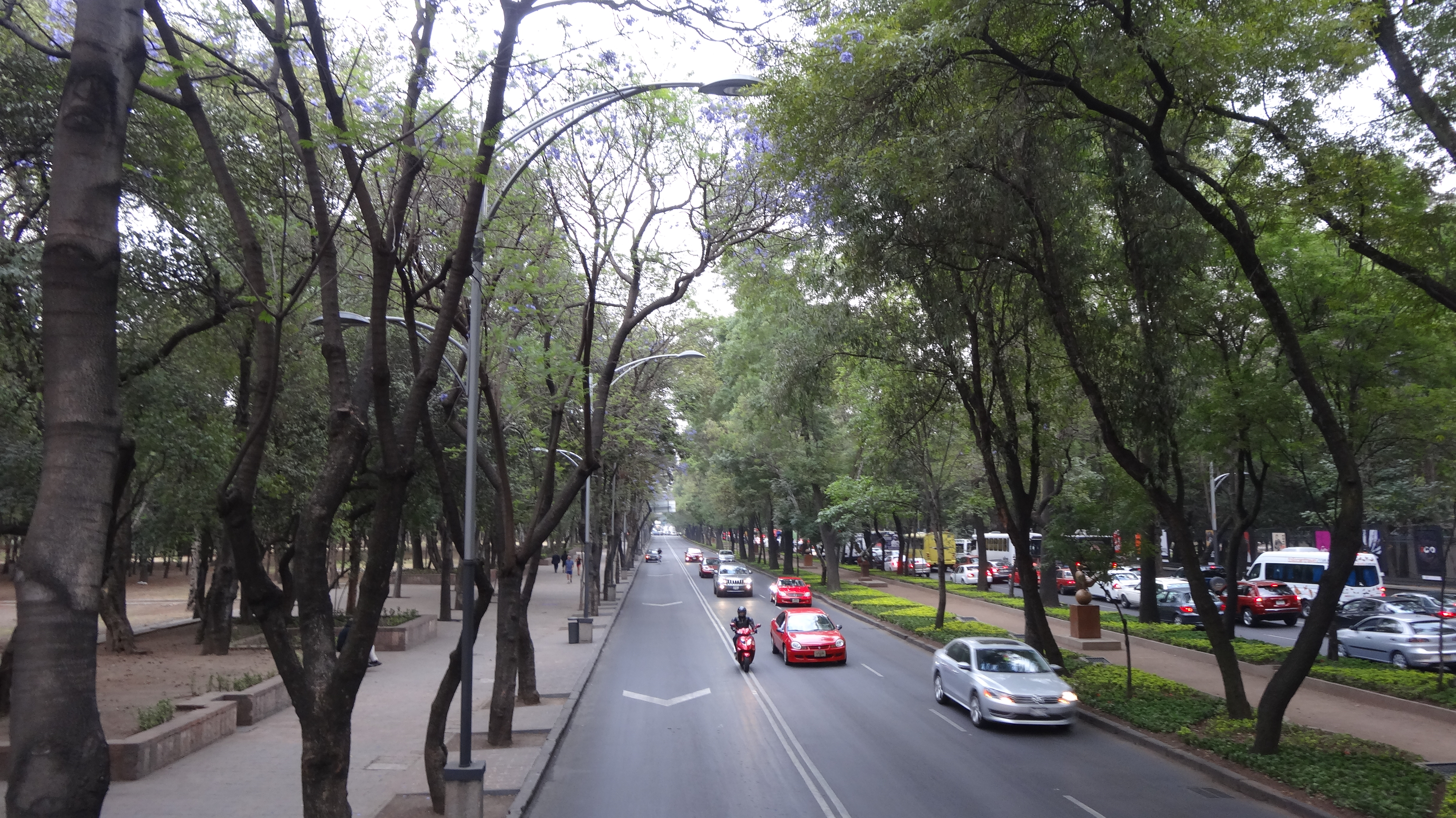
Útszakasz a Chapultepec parkban
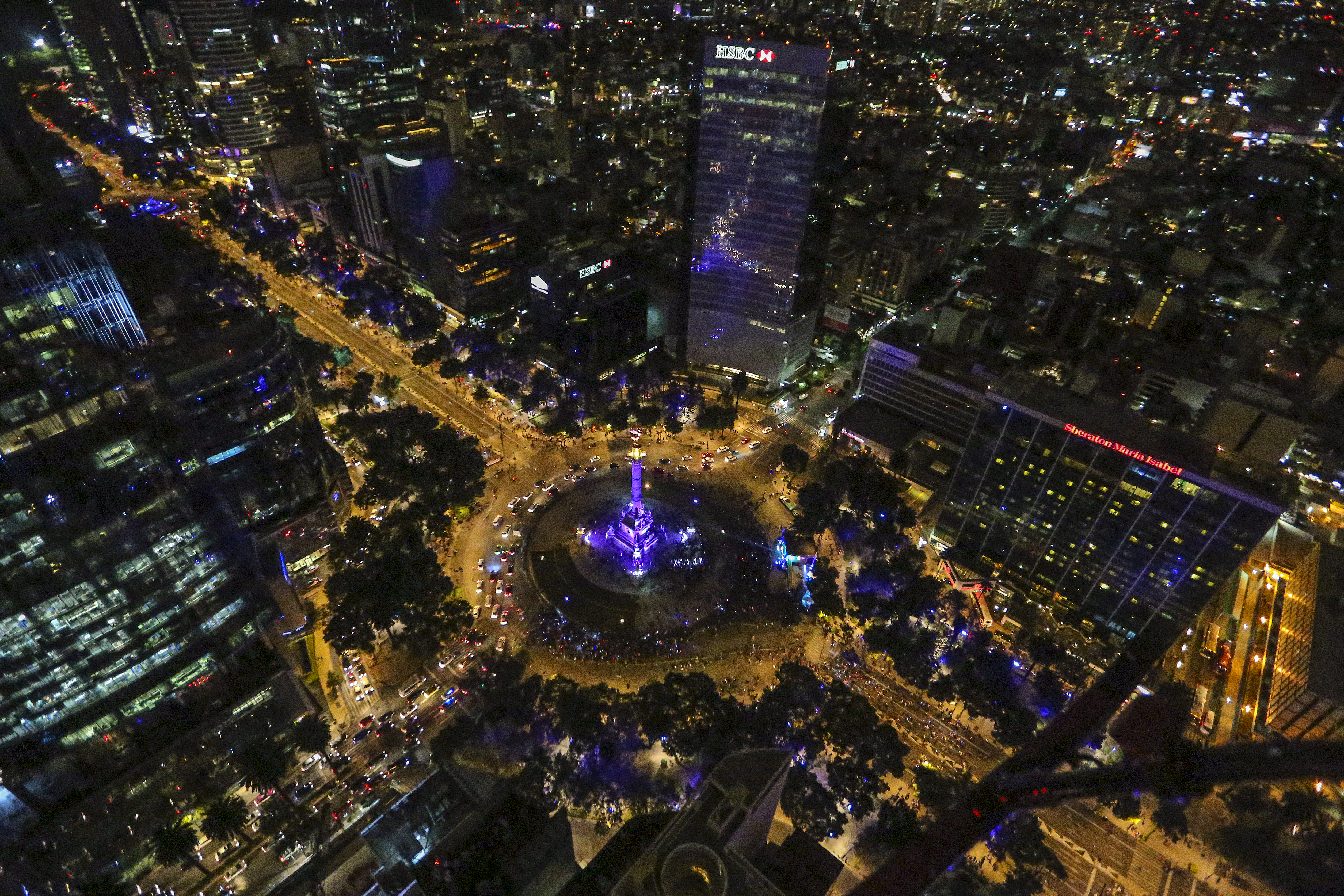
A Paseón található Függetlenség-emlékmű éjjel
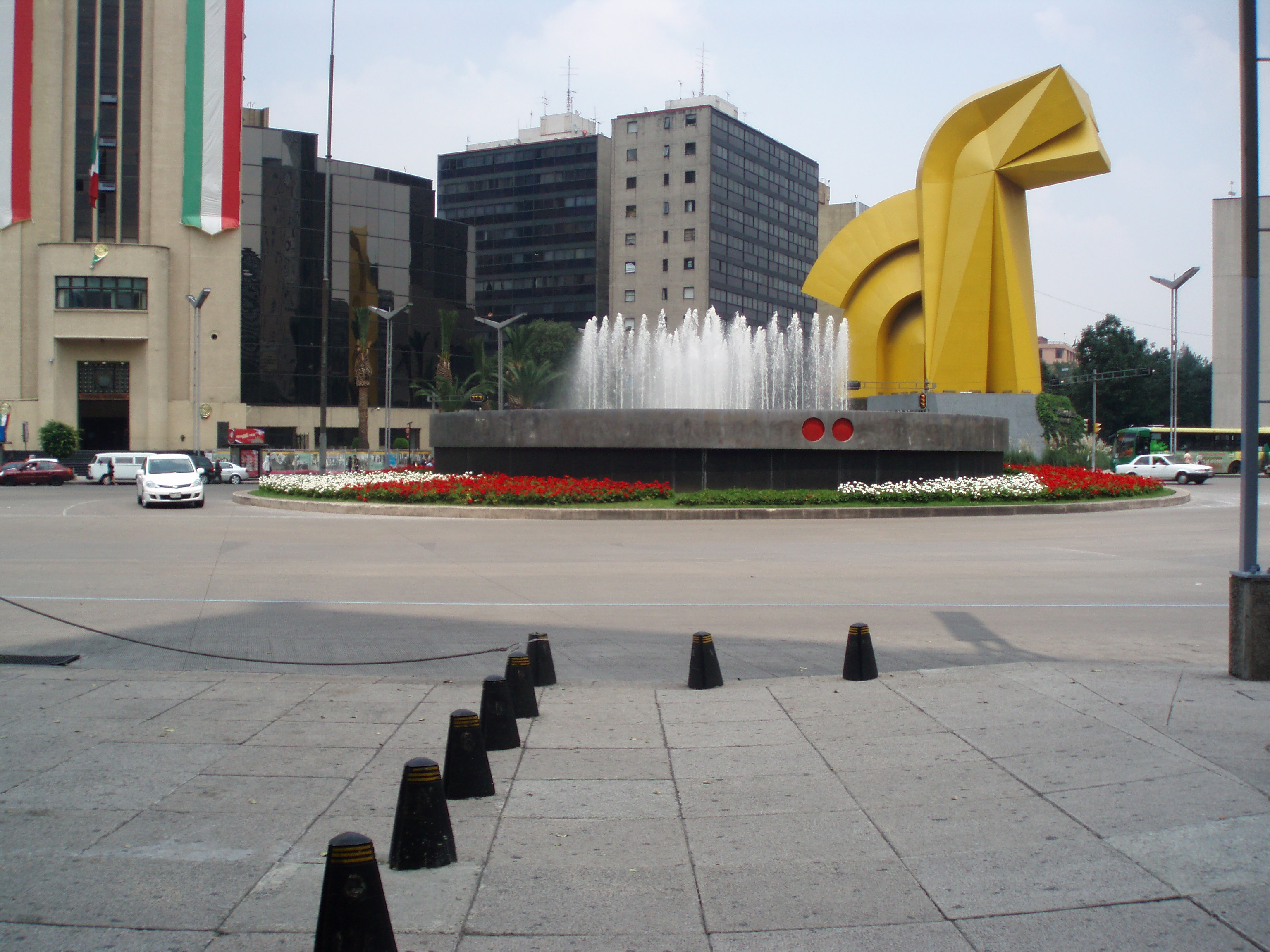
A Bucareli-szökőkút és az acél lófej szobor